# HMS Narwhal (N45)
«Нарвал» (N45) (англ. HMS Narwhal (N45) — військовий корабель, підводний мінний загороджувач типу «Грампус» Королівського військово-морського флоту Великої Британії часів Другої світової війни.
Човен брав участь у бойових діях на морі в Другій світовій війні, бився біля берегів Європи.

## Історія створення
Підводний човен «Нарвал» був закладений 29 травня 1934 року на верфі компанії Vickers-Armstrongs у Барроу-ін-Фернесі. 29 серпня 1935 року він був спущений на воду, а 28 лютого 1936 року увійшов до складу Королівських ВМС Великої Британії. 

## Історія служби
У лютому 1940 року «Нарвал» допомагав есмінцям «Аймоген» та «Інглефілд» у пошуку та потопленні німецького підводного човна U-63 на південний схід від Шетландських островів, а в травні британський човен торпедував та затопив німецьке транспортне судно «Буенос-Айрес» і пошкодив військове транспортне судно «Баїя Кастільо».
Значних збитків противнику спричинили поставлені підводним загороджувачем міни. На них підірвалися німецькі допоміжні тральщики M 1302/Schwaben, M 1102/H.A.W. Möllerthe, Gnom 7, Kobold 1 і Kobold 3; М 11; допоміжний мисливець за підводними човнами UJ D/Treff VIII; озброєний траулер V 1109/ Antares та шведське вантажне судно Haga.
23 липня 1940 року ймовірно затоплений біля Норвегії німецьким протичовновим літаком Do 17 лейтенанта-цур-зее Міллера зі складу 1/KüFlGr 606.